# واقعیت‌گریزی
واقعیت گریزی (به انگلیسی: dereism) در روانشناسی به معنای زیر بکار میرود:
فعالیت روانی که از سیستم منطق غیرعادی و فرد ویژه (ایدیوسنکراتیک) پیروی می‌کند و واقعیت یا تجربه را در نظر نمی‌گیرد. ویژگی مشخص بیماری اسکیزوفرنی است . 